# 小傳馬町站
小傳馬町站（日语：／ Kodenmachō eki */?）是位於日本東京都中央區日本橋小傳馬町，屬於東京地下鐵日比谷線的鐵路車站。車站編號是H 15。此站下方與東日本旅客鐵道（JR東日本）總武快速線交差，但該線不在此設站。

## 历史
- 1962年（昭和37年）5月31日：帝都高速度交通營團（營團地下鐵）日比谷線車站開業。
- 1995年（平成7年）3月20日：發生東京地鐵沙林毒氣事件。由於沙林毒氣從車中被踢到月台，造成多人傷亡（本站4人死亡，約1600人輕重傷）。
- 2004年（平成16年）4月1日：營團地下鐵民營化，成為東京地下鐵車站。
- 2010年（平成22年）2月19日：十思公園內新設電梯專用出入口。

## 車站構造
本站是2面2線相對式月台的地下車站。站內沒有設置冷氣，採用天井換氣設備。由於本站的月台為直線，視線良好，只有尖峰時刻配置站員於月台。
本站自開業以來一直未設置升降裝置，直到2009年度至2010年度，秋葉原側設置地面至大廳的連絡電梯與其專用剪票口，於2010年2月19日正式啟用。

### 月台配置
| 月台 | 路線     | 目的地                   |
| ---- | -------- | ------------------------ |
| 1    | 日比谷線 | 銀座、六本木、中目黑方向 |
| 2    | 日比谷線 | 上野、北千住、南栗橋方向 |

（來源：東京地下鐵:構內圖 （页面存档备份，存于））

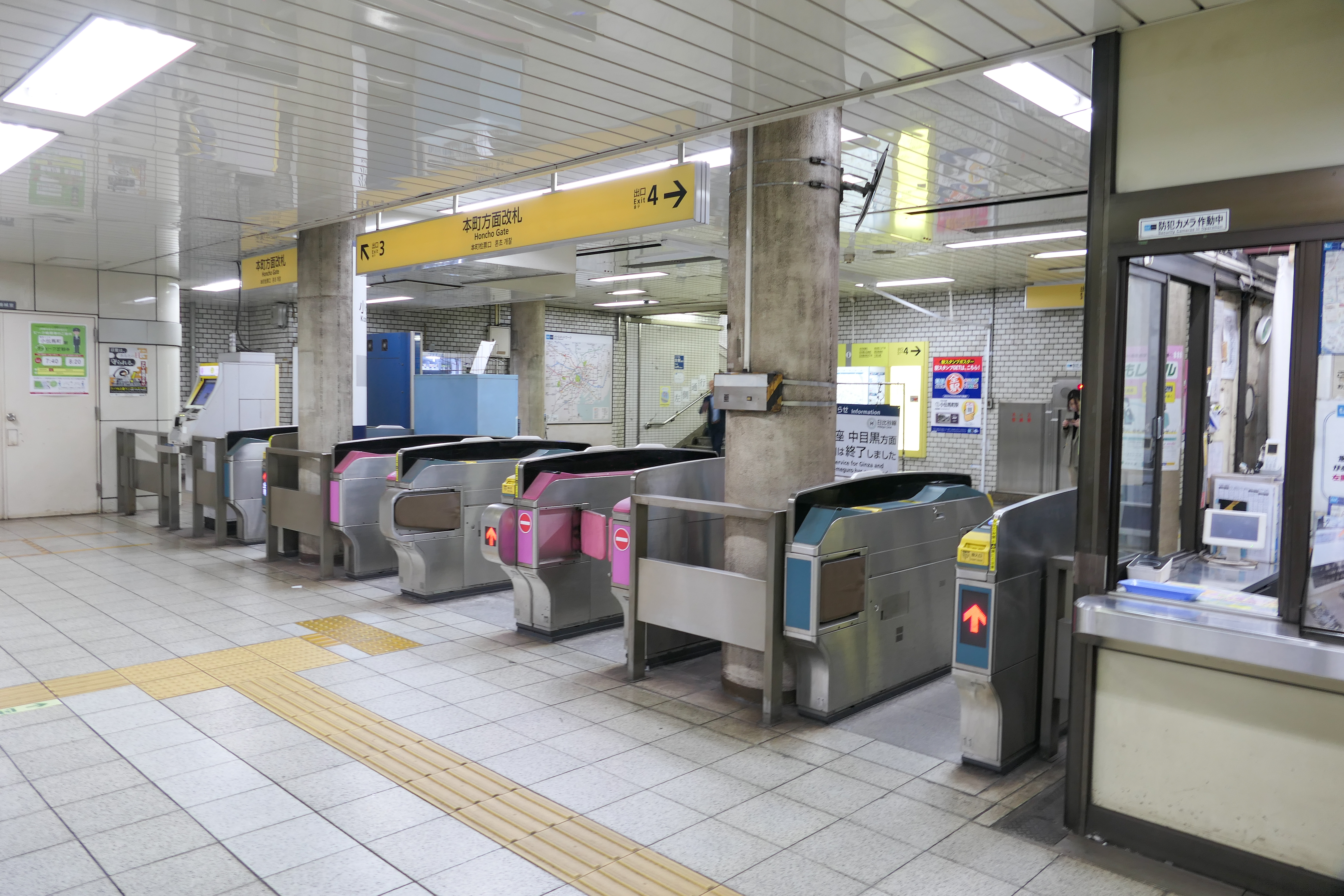
往本町方向的驗票閘口（2024年4月）
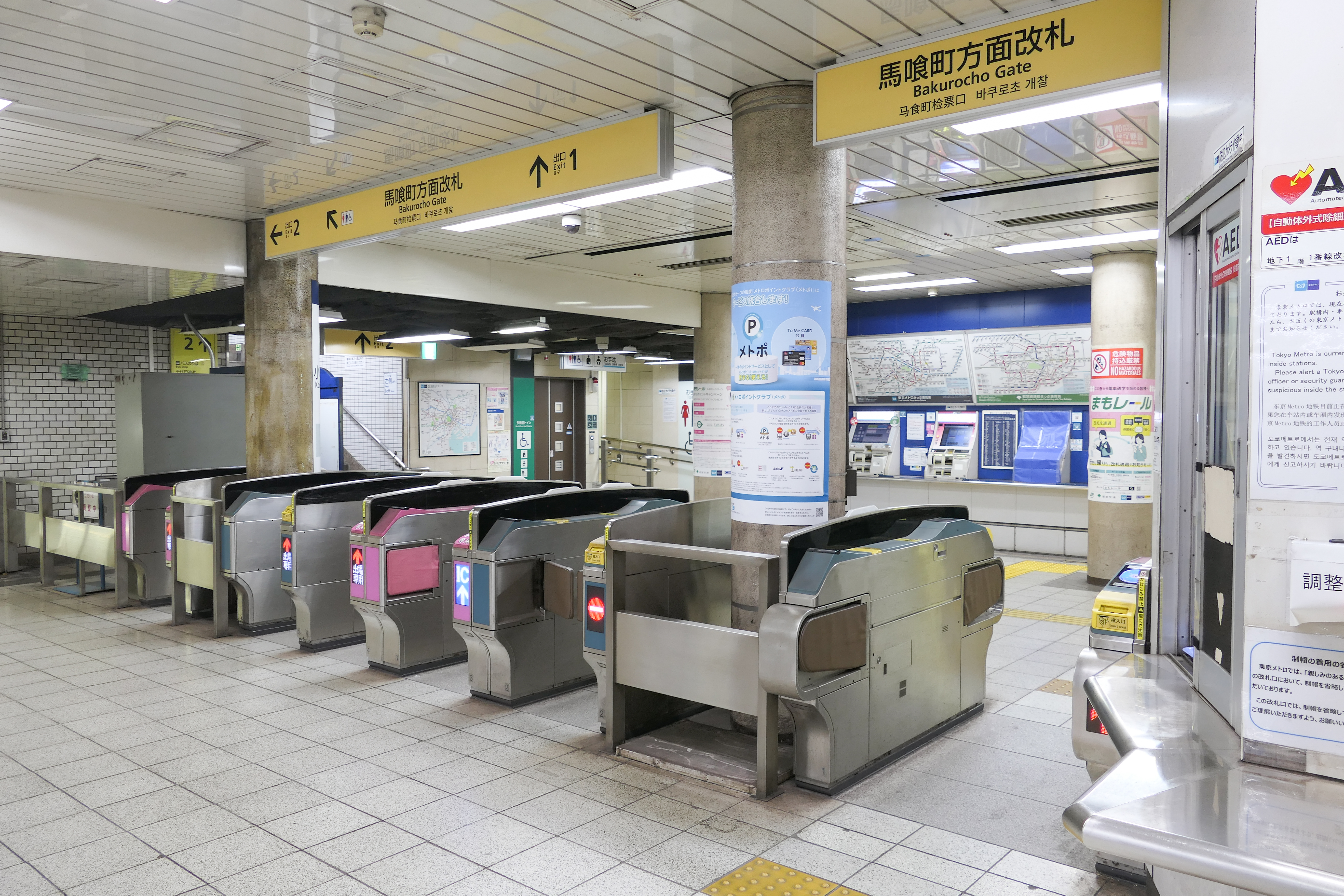
往馬喰町方向的驗票閘口（2024年4月）
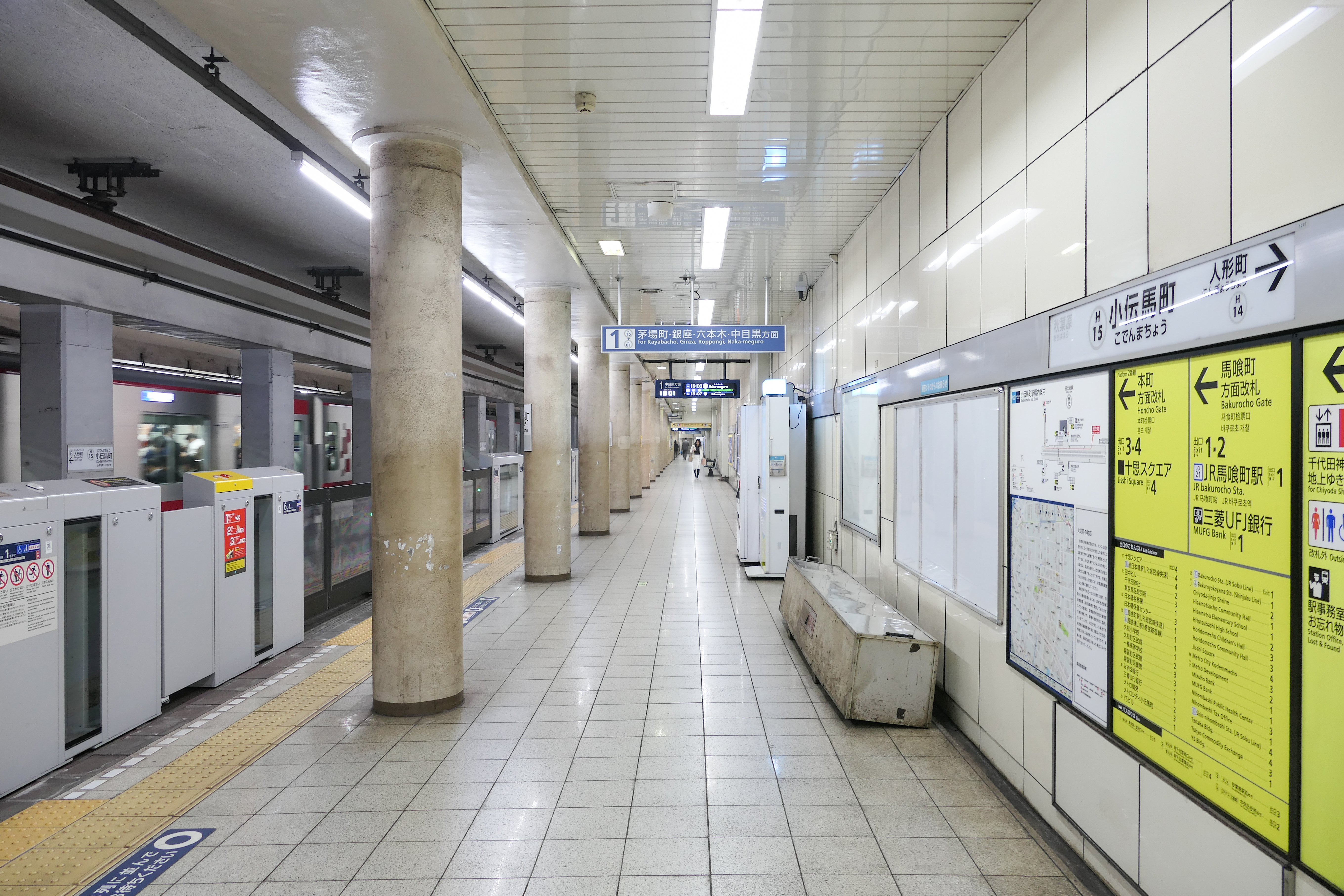
1號月台（2024年4月）
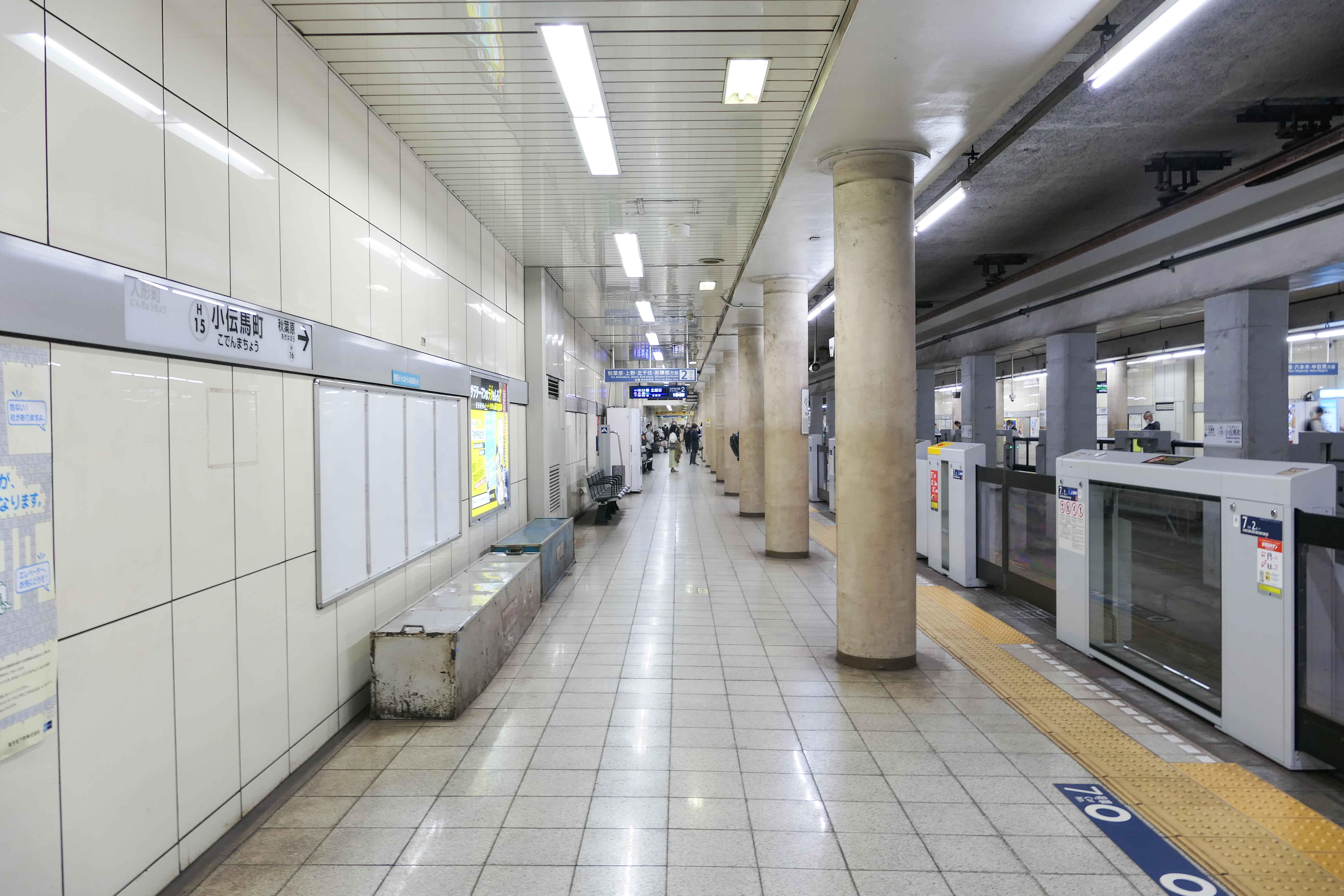
2號月台（2024年4月）

## 利用狀況
2017年度1日平均上下車人次為39,847人，東京地下鐵全部130個車站當中排名第93位。
近年1日平均上下車、上車人次變化如下表。
| 年度               | 1日平均 上下車人次 | 1日平均 上車人次 | 來源     |
| ------------------ | ------------------ | ---------------- | -------- |
| 1992年（平成04年） |                    | 26,575           | [ * 1 ]  |
| 1993年（平成05年） |                    | 25,460           | [ * 2 ]  |
| 1994年（平成06年） |                    | 23,674           | [ * 3 ]  |
| 1995年（平成07年） |                    | 22,978           | [ * 4 ]  |
| 1996年（平成08年） |                    | 22,630           | [ * 5 ]  |
| 1997年（平成09年） |                    | 22,414           | [ * 6 ]  |
| 1998年（平成10年） |                    | 22,403           | [ * 7 ]  |
| 1999年（平成11年） |                    | 21,503           | [ * 8 ]  |
| 2000年（平成12年） | 42,851             | 20,953           | [ * 9 ]  |
| 2001年（平成13年） | 42,595             | 20,721           | [ * 10 ] |
| 2002年（平成14年） | 42,767             | 20,819           | [ * 11 ] |
| 2003年（平成15年） | 42,561             | 20,664           | [ * 12 ] |
| 2004年（平成16年） | 40,956             | 20,427           | [ * 13 ] |
| 2005年（平成17年） | 41,676             | 20,816           | [ * 14 ] |
| 2006年（平成18年） | 42,144             | 21,145           | [ * 15 ] |
| 2007年（平成19年） | 43,809             | 21,975           | [ * 16 ] |
| 2008年（平成20年） | 43,034             | 21,674           | [ * 17 ] |
| 2009年（平成21年） | 41,266             | 20,748           | [ * 18 ] |
| 2010年（平成22年） | 38,930             | 19,556           | [ * 19 ] |
| 2011年（平成23年） | 37,337             | 18,798           | [ * 20 ] |
| 2012年（平成24年） | 37,527             | 18,874           | [ * 21 ] |
| 2013年（平成25年） | 38,208             | 19,192           | [ * 22 ] |
| 2014年（平成26年） | 37,571             | 18,863           | [ * 23 ] |
| 2015年（平成27年） | 38,214             | 19,191           | [ * 24 ] |
| 2016年（平成28年） | 39,025             | 19,619           | [ * 25 ] |
| 2017年（平成29年） | 39,847             |                  |          |

## 車站周邊
附近為辦公商區。接近千代田區區界。車站附近有上有於历史小説愛好者間有名的「傳馬町牢跡」。小傳馬町站～新宿線馬喰橫山站間是繊維批發街，大多是與繊維相關公司。
每年10月下旬，周邊會舉行「べったら市」（べったら漬是一種醃漬白蘿蔔）。
- 國道6號（江戶通）
- 國道4號 （昭和通）
- 首都高速1號上野線
- 寶田惠比壽神社
- 十思公園
- 中央區十思廣場
- 日本橋稅務署
- 小傳馬町郵便局
- 日本橋大傳馬町郵便局
- 日本橋本町郵便局
- 筑邦銀行（日语：筑邦銀行）東京支店
- 滋賀銀行（日语：滋賀銀行）東京支店

## 巴士路線
小傳馬町
- 都營巴士
  - <秋26> 往秋葉原站 ※往葛西站不停靠本站（最近的巴士站為馬喰町）。
  - <東42甲> 往南千住站西口、南千住車庫（日语：都営バス南千住営業所）／東京站八重洲口

小傳馬町站
- 日立自動車交通（日语：日立自動車交通）
  - 中央區社區巴士（日语：中央区コミュニティバス）<江戶巴士北循環> 往中央區役所（日语：中央区役所 (東京都)）（經濱町站、水天宮前站）

堀留町東京商品交易所
- 日之丸自動車興業（日语：日の丸自動車興業）
  - Metro link日本橋E線：地下鐵水天宮前站方向

## 相鄰車站
東京地下鐵
 日比谷線
人形町（H 14）－小傳馬町（H 15）－秋葉原（H 16）

### 來源
東京都統計年鑑
1. ↑  .   [2017-03-18]. （原始内容存档于2013-08-15）.
2. ↑  .   [2017-03-18]. （原始内容存档于2013-02-03）.
3. ↑  .   [2017-03-18]. （原始内容存档于2013-02-03）.
4. ↑  .   [2017-03-18]. （原始内容存档于2013-02-03）.
5. ↑  .   [2017-03-18]. （原始内容存档于2013-02-03）.
6. ↑  .   [2017-03-18]. （原始内容存档于2016-03-04）.
7. ↑  東京都統計年鑑（平成10年）PDF
8. ↑  東京都統計年鑑（平成11年）PDF
9. ↑  .   [2017-03-18]. （原始内容存档于2016-03-04）.
10. ↑  .   [2017-03-18]. （原始内容存档于2016-03-04）.
11. ↑  .   [2017-03-18]. （原始内容存档于2017-07-29）.
12. ↑  .   [2017-03-18]. （原始内容存档于2017-07-29）.
13. ↑  .   [2017-03-18]. （原始内容存档于2017-07-29）.
14. ↑  .   [2017-03-18]. （原始内容存档于2017-07-29）.
15. ↑  .   [2017-03-18]. （原始内容存档于2017-07-29）.
16. ↑  .   [2017-03-18]. （原始内容存档于2017-07-29）.
17. ↑  .   [2017-03-18]. （原始内容存档于2017-07-29）.
18. ↑  .   [2017-03-18]. （原始内容存档于2016-03-26）.
19. ↑  .   [2017-03-18]. （原始内容存档于2016-03-27）.
20. ↑  .   [2017-03-18]. （原始内容存档于2016-03-25）.
21. ↑  .   [2017-03-18]. （原始内容存档于2016-03-27）.
22. ↑  .   [2017-03-18]. （原始内容存档于2016-03-22）.
23. ↑  .   [2017-03-18]. （原始内容存档于2017-07-30）.
24. ↑  .   [2019-01-07]. （原始内容存档于2018-11-09）.
25. ↑  .   [2019-01-07]. （原始内容存档于2019-05-02）.

## 外部連結
- 小傳馬町/H15 | 路線・車站資訊 | 東京地下鐵